# Langgerekt zeehoornblad
Het langgerekt zeehoornblad (Dasya baillouviana) is een roodwier uit de klasse Florideophyceae. De wetenschappelijke naam van de soort werd in 1768 als Fucus baillouviana gepubliceerd door Samuel Gottlieb Gmelin.

## Kenmerken
Langgerekt zeehoornblad, die tot 1 meter kan uitgroeien, heeft tot 2 mm dikke stelen die onregelmatig vertakt zijn. Het thallus (plantvorm) is filamenteus en bestaat uit een basale hechtschijf, hoofdassen en zijtakken. De hoofdas is polysifoon (meerdere cellen in doorsnede) met een cortex. Deze zijn rondom begroeid met kleine zijtakjes, waardoor een langgerekte pluim ontstaat. Deze zijtakjes zijn monosifoon (enkele rij cellen in doorsnede) en hebben een beperkte groei. De monosiphone zijtakjes zijn basaal 25 µm in doorsnede en minder dan 10 µm in doorsnede aan de toppen.

## Verspreiding en leefgebied
Het verspreidingsgebied van langgerekt zeehoornblad is zuidelijk Europa, vooral de Middellandse Zee. In Nederland, Zweden en Noorwegen op slechts enkele plaatsen bekend. Deze soort komt voor beneden de laagwaterlijn op harde ondergrond (stenen, schelpen, etc.) in rustig zeewater.